# Cavarc
Cavarc é uma comuna francesa na região administrativa da Nova Aquitânia, no departamento Lot-et-Garonne. Estende-se por uma área de 11,92 km². Em 2010 a comuna tinha 162 habitantes (densidade: 13,6 hab./km²).